# Inżynieria wartości
Inżynieria wartości – (ang. value engineering - VE) to systematyczna analiza funkcji różnych komponentów i materiałów w celu obniżenia kosztów towarów, produktów i usług przy tolerowanej utracie wydajności lub funkcjonalności. Wartość, zgodnie z definicją, jest stosunkiem funkcji do kosztu. W związku z tym można manipulować wartością, ulepszając funkcję lub zmniejszając koszt. Podstawowym założeniem inżynierii wartości jest zachowanie podstawowych funkcji, a nie ograniczanie ich w wyniku dążenia do poprawy wartości. Określenie „zarządzanie wartością” (ang. "value management") jest czasami używany jako synonim „inżynierii wartości” i promuje planowanie i realizację projektów o zwiększonej wydajności.
Rozumowanie stojące za inżynierią wartości jest następujące: jeśli marketerzy oczekują, że produkt stanie się praktycznie lub stylistycznie przestarzały w określonym czasie, mogą zaprojektować go tak, aby przetrwał tylko przez ten konkretny okres życia. Produkty mogłyby być budowane z komponentów wyższej jakości, ale przy zastosowaniu inżynierii wartości nie są, ponieważ nałożyłoby to niepotrzebne koszty na producenta, a w ograniczonym stopniu również na zwiększone koszty dla nabywcy. Inżynieria wartości zmniejsza te koszty. Przedsiębiorstwo zazwyczaj używa najtańszych komponentów, które spełniają przewidywania dotyczące żywotności produktu, ryzykując reputację produktu i jej firmy.
Jednak ze względu na bardzo krótki okres użytkowania, który często wynika z tej „techniki inżynierii wartości”, planowane postarzanie produktów wiąże się z pogorszeniem jakości produktu i niższą jakością. Vance Packard twierdził kiedyś, że ta praktyka nadała inżynierii jako całości złą sławę, ponieważ skierowała twórczą energię inżynieryjną w kierunku krótkoterminowych celów rynkowych. Filozofowie tacy jak Herbert Marcuse i Jacque Fresco również krytykowali ekonomiczne i społeczne konsekwencje tego modelu.

## Historia
Inżynieria wartości rozpoczęła się w General Electric Co. podczas II wojny światowej. Z powodu wojny brakowało wykwalifikowanej siły roboczej, surowców i części. Lawrence Miles, Jerry Leftow i Harry Erlicher w General Electric szukali akceptowalnych zamienników. Zauważyli, że te zamienniki często obniżają koszty, ulepszają produkt lub jedno i drugie. To, co zaczęło się z konieczności, niejako przez przypadek, przekształciło się w systematyczny proces. Nazwali oni swoją technikę „analizą wartości” (ang. "value analysis") lub „kontrolą wartości” (ang. "value control").
Biuro Okrętów Marynarki Wojennej Stanów Zjednoczonych Ameryki ustanowiło w 1957 r. formalny program inżynierii wartości, nadzorowany przez Milesa i Raymonda Fountaina, również z GE.
Od 1970 roku General Accounting Office (GAO) rządu Stanów Zjednoczonych Ameryki dostrzegł korzyści płynące z inżynierii wartości. W swoim oświadczeniu z 1992 roku L. Nye Stevens, dyrektor ds. rządowych spraw operacyjnych w ramach GAO, wskazał na do „znaczną pracę” wykonaną przez GAO w zakresie inżynierii wartości i zreferował zalecenie urzędu (GAO) zajmującego się niezależnym audytem wydatków rządowych, że VE powinna zostać przyjęta przez „wszystkie federalne agencje budowlane”.
Dr Paul Collopy, profesor Uniwersytetu Alabamy w Huntsville (ang. University of Alabama in Huntsville - UAH) na Wydziale Inżynierii Przemysłu i Systemów, oraz Zarządzania Inżynierią (ang. Industrial & Systems Engineering and Engineering Management Department - ISEEM), zalecił ulepszenie inżynierii wartości znanej jako Projektowanie Dyktowane Wartością (ang. Value-Driven Design).

## Opis
Inżynieria wartości jest czasami nauczana w ramach zarządzania projektami, inżynierii przemysłowej lub wiedzy o architekturze, jako technika, w której wartość danych wyjściowych systemu jest płytko, powierzchownie optymalizowana poprzez modyfikację balansu wydajności (funkcji) i kosztów. Opiera się na analizie badającej systemy, sprzęt, urządzenia, usługi i materiały eksploatacyjne pod kątem zapewnienia niezbędnych funkcji przy jak najniższych kosztach cyklu życia, przy jednoczesnym spełnieniu często błędnie z początku rozumianych wymagań dotyczących wydajności, niezawodności, jakości i bezpieczeństwa. W większości przypadków praktyka ta identyfikuje i usuwa potrzebne wcześniej funkcje wydatkowania wartości, zmniejszając tym samym zdolności producenta i/lub możliwości jego klientów. To, co ta praktyka ignoruje, zapewniając jednocześnie niezbędne wartościowe funkcje produktu, to wydatki, takie jak konserwacja sprzętu i relacje między pracownikiem, sprzętem i materiałami. Na przykład, operator może nie być w stanie zrealizować swojego limitu, ponieważ wiertarka jest chwilowo niesprawna z powodu braku konserwacji, a operator materiału nie wykonuje swojej codziennej listy kontrolnej, rejestru, dziennika, faktury i rozliczania konserwacji i materiałów, które wymaga się od każdego operatora, aby utrzymać wymaganą produktywność i przestrzeganie sekcji 4306.
VE polega na uporządkowanym procesie myślowym, który opiera się wyłącznie na „funkcji”, tj. na tym, co coś „robi”, a nie na tym, czym „jest”. Na przykład śrubokręt używany do mieszania z farby w puszce ma „funkcję” mieszania zawartości puszki z farbą, a nie oryginalne skojarzenie z mocowaniem śruby w otworze na śrubę. W inżynierii wartości „funkcje” są zawsze opisywane za pomocą skrótu dwuwyrazowego, składającego się z czasownika czynnego i wymiernego rzeczownika (co jest robione – czasownik – i komu/czemu jest to robione – rzeczownik w celowniku) i to robiącego to w możliwie najbardziej ogólny sposób opisowy. W przykładzie ze śrubokrętem i puszką z farbą najbardziej podstawową funkcją byłoby „mieszanie płynu”, co jest mniej szczegółowe w opisie niż „rozbełtanie farby”, które ogranicza działanie (przez bełtanie) i ogranicza zastosowanie (uwzględnia tylko farbę).
Inżynieria wartości wykorzystuje racjonalną logikę (unikalną technikę kwestionowania „jak” – „dlaczego”) oraz irracjonalną analizę funkcji w celu zidentyfikowania relacji, które zwiększają wartość. Jest uważana za metodę ilościową podobną do metody naukowej, która koncentruje się na metodzie stawiania hipotez i wniosków do testowania relacji, oraz badaniach procesów produkcyjnych, które wykorzystują budowanie modeli do identyfikacji przewidywalnych relacji.

## Określenie prawne
W Stanach Zjednoczonych Ameryki inżynieria wartości jest w szczególności narzucona agencjom federalnym na mocy sekcji 4306 nowelizacji amerykańskiej federalnej Ustawy o Autoryzacji Obrony Narodowej na rok podatkowy 1996, która zmieniła ustawę o Urzędzie Federalnej Polityki Zamówień (41 U.S.C. 401 i nast.):
„Każda agencja wykonawcza ustanawia i utrzymuje efektywne kosztowo procedury i procesy inżynierii wartości”.
„Użyta w tej sekcji nazwa »inżynieria wartości« oznacza analizę funkcji programu, projektu, systemu, produktu, elementu wyposażenia, budynku, obiektu, usługi lub dostawy agencji wykonawczej, wykonaną przez wykwalifikowaną agencję lub personel wykonawcy, ukierunkowany na poprawę wydajności, niezawodności, jakości, bezpieczeństwa i kosztów cyklu życia."
W Zjednoczonym Królestwie legalność prowadzenia rozmów na temat inżynierii wartości z dostawcą przed udzieleniem zamówienia jest jedną z kwestii, na które zwrócono uwagę podczas śledztwa w sprawie pożaru Grenfell Tower w 2017 r.

## Stowarzyszenie zawodowe
The Society of American Value Engineers (SAVE) (Stowarzyszenie Amerykańskich Inżynierów Wartości) zostało założone w 1959 r. Od 1996 r. znane jako SAVE International (Międzynarodowe Stowarzyszenie Amerykańskich Inżynierów Wartości). 

## Zewnętrzne Strony
- Lawrence D. Miles Value Foundation
- SAVE International - American Value engineering society
- wertanalyse.com - wiele linków do organizacji i publikacji zajmujących się inżynieria wartości VE
- The Canadian Society of Value Analysis - Inżynieria Wartości w Kanadzie
- Value Engineering’s History in Construction- American Institute of Architects - AIA
- The Institute of Value Management, UK
- the APTE method